# Heleno Saña
Heleno Saña Alcón (Barcelona, 6 de septiembre de 1930) es un filósofo y ensayista español.

## Biografía
Proviene de una familia libertaria: su padre, Juan Saña, militó en la CNT y en el Ateneo Enciclopédico Popular. Así, su juventud estuvo marcada por los repetidos arrestos de su padre y la lucha clandestina contra el régimen de Franco.
Después de su formación y de trabajar como periodista en Madrid, se exilió en 1959 en Alemania, país de donde procede su esposa y donde sigue residiendo. Desde entonces ha vivido en el sur de Hesse, en Darmstadt. Acerca de su decisión de abandonar España, Saña escribe en su libro Don Quijote en Alemania. Apuntes autobiográficos de un excéntrico:

Tal vez fue equivocada la decisión de expatriarme e instalarme en Alemania. Pero al tomar esa decisión, Alemania era para mí, no tanto un país, como una mujer. Lo único realmente importante para mí era exclusivamente la mujer que había conocido en Madrid y que quería vivir con ella  —daba igual dónde, daba igual cómo—. No tardé ni un segundo en romper los puentes tras de mí y decir adiós a mi vida en la capital española".

## Trayectoria intelectual
Su proceso de reflexión se centra en los problemas a que se enfrenta el hombre de hoy en el plano económico, político, moral y social. Conoce y ha estudiado a autores modernos. Va a contracorriente de los valores materiales predominantes en el mundo actual.
Ha escrito veinte libros en alemán y es pensador conocido —y muy polémico— en Alemania. Opina, como Dostoievski, que el destino de Alemania ha sido el de protestar. Lo explica con una claridad asombrosa, aportando alternativas de esperanza. Nada que ver con los que llama «los discípulos descarriados de Hegel»,[cita requerida] que dominaron la filosofía en el siglo XX. No se ha dejado llevar por simpatías o antipatías; ha estudiado a filósofos en función de su influencia en el pensamiento universal y en la historia real, al margen de que esa influencia haya sido fecunda o perniciosa.
En español ha escrito diecisiete libros. De los escritos en alemán se han traducido muy pocos.
Aparte de su obra como escritor, ha sido colaborador y columnista de numerosas publicaciones, entre ellas Índice (Madrid), Cuadernos para el diálogo (Madrid), Sindicalismo (Madrid), El europeo (Madrid), Destino (Barcelona), Historia y vida (Barcelona), Tiempo de historia (Madrid), El independiente (Madrid). En los últimos años (en concreto de 2000 a 2005) firmó la columna semanal Humanamente hablando en la revista La clave (Madrid).

## Obras
A continuación se citan algunas:
- El capitalismo y el hombre (1967)
- El Anarquismo. De Proudhon a Cohn-Bendit (1970)
- La internacional comunista I y II (1972)
- Historia, marxismo y filosofía (1972)
- Cultura proletaria y cultura burguesa (1972)
- El marxismo, su teoría y su praxis (1973)
- Die Krise Europas, [La crisis en Europa] Darmstadt (1974)
- Líderes obreros (1974)[5]
- España sin equilibrio (1975)
- Historia y conflicto (1976)
- El anarquismo (1976)
- Sindicalismo y autogestión (1977)
- Noche sobre Europa. El fascismo alemán 1919-1980 (1980)
- El franquismo sin mitos. Conversaciones con Serrano Suñer (1982)
- La filosofía de Hegel (1983)
- Viajero en la tierra (1985)
- Verstehen Sie Deutschland? Impressionen eines spanischen Intellektuellen. [¿Entiende usted Alemania? Impresiones de un intelectual español] Frankfurt (1986)
- Crónica de una ausencia (1987)
- Das Vierte Reich. Deutschlands später Sieg [El Cuarto Imperio. La victoria tardía de Alemania] Hamburg (1990)
- El dualismo español (1990)
- Die verklemmte Nation. Zur Seelenlage der Deutschen [¡¡La nación reprimida. Sobre el estado de ánimo de los alemanes] (1992)
- Das Ende der Gemütlichkeit. [El fin de la comodidad] Hamburg (1992)
- Die Lüge Europa. Ein Kontinent bangt um seine Zukunft. [La mentira de Europa. Un continente tiembla por su futuro] Hamburg (1993)
- Die Deutschen: Zwischen Weinerlichkeit und Grössenwahn. [Los alemanes: entre el llanto desconsolado y los delirios de grandeza] Hamburg (1995)
- Crónica de una ausencia (1997)
- La civilización devora a sus hijos. El dominio del imperio y sus consecuencias (1999)
- La revolución libertaria (2001)
- Macht ohne Moral. Die Herrschaft des Westens und ihre Grundlagen. [Poder sin moral. La dominación de Occidente y sus fundamentos] Köln (2003)
- Don Quijote in Deutschland. Autobiographische Aufzeichnungen eines Außenseiters. [Don Quijote en Alemania. Apuntes autobiográficos de un excéntrico] Köln (2005)
- Atlas del pensamiento universal. Historia de la filosofía y los filósofos (2006)
- Antropomanía: en defensa de lo humano (2006)
- Historia de la filosofía española (2007)
- Breve tratado de ética. Una introducción a la teoría de la moral (2009)
- Tratado del hombre (2010)
- La derrota de Dios (2010)
- La Revolución libertaria. Los anarquistas en la Guerra civil española (2010)
- El camino del bien. Respuesta a un mundo deshumanizado. (2013)
- La Ideología del Éxito. Una lectura de la crisis de nuestro tiempo. (2016)
- Elegí la independencia. Memorias, 1930-2012 (2023)<https://encuentroysolidaridad.net/heleno-sana-elegi-la-independencia-memorias-1930-2012/>